# 博纳维戈
博纳维戈（義大利語：Bonavigo），是意大利威尼托大区维罗纳省的一个市镇。总面积17.79平方公里，人口1984人，人口密度111.5人/平方公里（2009年）。国家统计（ISTAT）代码为023009。

## 友好城市
- 德国上希尔贝尔斯海姆